# Diocese de Formosa

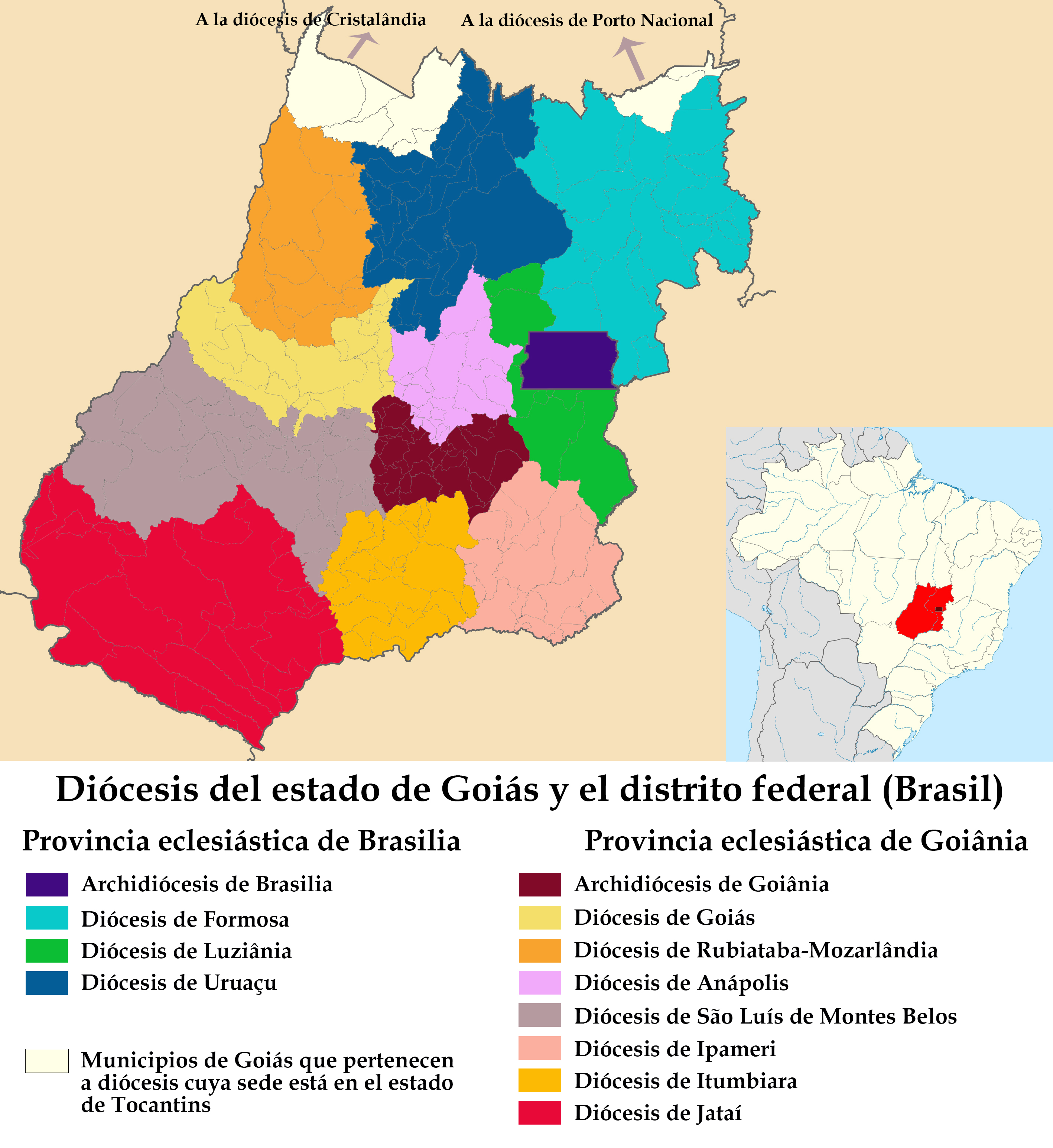
Províncias eclesiásticas da regional CNBB Centro-Oeste.

A Diocese de Formosa (Dioecesis Formosensis) é uma circunscrição eclesiástica da Igreja Católica, no município de Formosa (Goiás), Brasil. Pertence à província eclesiástica de Brasília e ao Conselho Episcopal Regional Centro-Oeste da Conferência Nacional dos Bispos do Brasil, é sufragânea da Arquidiocese de Brasília.
A prelazia de Formosa foi criada pelo Papa Pio XII, no dia 26 de março de 1956, por meio da bula Ad facilius et fructuosius. A prelazia foi criada a partir de território desmembrado da extinta Prelazia de São José do Alto Tocantins e da então Arquidiocese de Goiás.
O Papa João Paulo II elevou a prelazia à categoria de diocese no dia 16 de outubro de 1979, pela bula Cum Praelatura.
Em 19 de março de 2018, dia em que a Igreja Católica celebra a festa de São José, pai adotivo de Jesus, o Bispo da Diocese de Formosa, Dom José Ronaldo Ribeiro, foi preso juntamente com o vigário-geral e outros 4 sacerdotes, suspeitos de desviar R$ 1 milhão de reais, por ano, da Cúria Diocesana. E dia 21 de março de 2018, Dom Paulo Mendes Peixoto foi nomeado pelo Papa Francisco administrador apostólico da Diocese de Formosa. Foi solto em 17 de abril de 2018 por ordem do Tribunal de Justiça de Goiás.

## Demografia e Paróquias
Em 2011, a diocese contava com uma população aproximada de 346.760 habitantes, sendo que 82,7% destes eram católicos. O território da diocese é de 51.657 km², organizado em 32 Paróquias e 2 Quase- Paróquias.

## Bispos
|                          | Nome                                       | Período     | Notas                     |
| ------------------------ | ------------------------------------------ | ----------- | ------------------------- |
| 5º                       | Adair José Guimarães                       | 2019 –      | Atual                     |
| 4º                       | José Ronaldo Ribeiro                       | 2014 – 2018 | Bispo emérito             |
| 3º                       | Paulo Roberto Beloto                       | 2005 – 2013 | Nomeado Bispo de Franca   |
| 2º                       | João Casimiro Wilk, O.F.M.Conv.            | 1998 – 2004 | Nomeado Bispo de Anápolis |
| 1º                       | Victor João Hermano Joaquim Tielbeek, SSCC | 1978 – 1997 | Bispo diocesano           |
|                          | Victor João Hermano Joaquim Tielbeek, SSCC | 1961 – 1978 | Bispo-prelado             |
| Administrador Apostólico |                                            |             |                           |
|                          | Victor João Hermano Joaquim Tielbeek, SSCC | 1959 – 1961 |                           |
|                          | Paulo Mendes Peixoto                       | 2018 – 2019 | Arcebispo de Uberaba      |